# Rivière Vachon
Rivière Vachon är ett vattendrag i Kanada.   Det ligger i provinsen Québec, i den östra delen av landet, 1 700 km norr om huvudstaden Ottawa.
Omgivningarna runt Rivière Vachon är i huvudsak ett öppet busklandskap. Trakten runt Rivière Vachon är nära nog obefolkad, med mindre än två invånare per kvadratkilometer.